# Liste der Kulturdenkmäler in Oberweiler (Eifel)
In der Liste der Kulturdenkmäler in Oberweiler sind alle Kulturdenkmäler der rheinland-pfälzischen Ortsgemeinde Oberweiler aufgeführt. Grundlage ist die Denkmalliste des Landes Rheinland-Pfalz (Stand: 27. Juni 2022).

## Einzeldenkmäler
| Bezeichnung | Lage             | Baujahr | Beschreibung                               | Bild            |
| ----------- | ---------------- | ------- | ------------------------------------------ | --------------- |
| Wegekreuz   | Hauptstraße Lage | 1806    | Schaftkreuz, Rotsandstein, bezeichnet 1806 | Fotos hochladen |